# 閃光ストリングス
「閃光ストリングス」（せんこうストリングス）は、Cyntiaの3枚目のシングル。2014年1月8日にビクターエンタテインメントから発売された。共同制作はミレニアムプロ。VICL-36848。初回限定盤A、初回限定盤B、通常盤、アニメ盤があるがこの内のアニメ盤にはカタストロフィーは収録されていない。

## 収録曲
| #  | タイトル                                                                   | 作詞 | 作曲          | 編曲             | 時間 |
| -- | -------------------------------------------------------------------------- | ---- | ------------- | ---------------- | ---- |
| 1. | 「閃光ストリングス」(テレビアニメ『聖闘士星矢Ω』Ω覚醒編オープニングテーマ) | SAKI | YUI・清水昭男 | 清水昭男・Cyntia | 4:13 |
| 2. | 「グリーン・アイド・モンスター」                                           | SAKI | AZU・高橋竜   | 高橋竜・Cyntia   | 3:53 |
| 3. | 「カタストロフィー」                                                       | SAKI | YUI・清水昭男 | 清水昭男・Cyntia | 5:30 |
| 4. | 「閃光ストリングス（Instrumental）」                                       |      |               |                  | 4:13 |
| 5. | 「グリーン・アイド・モンスター（Instrumental）」                           |      |               |                  | 3:53 |
| 6. | 「カタストロフィー（Instrumental）」                                       |      |               |                  | 5:31 |

## スタッフ
- ドラム：加藤博昭、中島一治
- レコーディングエンジニア：小島宏、渡辺洋介、斉藤和夫
- アシスタントエンジニア：菊海和也、前田和也、根本崇、川島信弘、渡辺良子
- ミキシングエンジニア：渡辺洋介
- マスタリングエンジニア：内田高広

## 収録アルバム
- Limit Break